# Mariehofs IF
Mariehofs IF var en fotbollsklubb från Karlstad som spelade en säsong i Sveriges näst högsta division i fotboll 1930/31. 1952 gick Mariehofs IF upp i Norrstrands IF.